# Sputnik 8K71PS-0
Sputnik 8K71PS-0, to pełna nazwa zerowego stopnia (dopalacz stopnia głównego Sputnik 8K71PS-1) radzieckich rakiet nośnych Sputnik 8K71PS, gdzie montowany był po 4 sztuki, wokół członu pierwszego.